# برایان کرک
برایان کِـرک (انگلیسی: Brian Kirk؛ زادهٔ ۱۹۶۸) کارگردان فیلم، تهیه‌کننده تلویزیونی و کارگردان تلویزیونی اهل جمهوری ایرلند است.
از فیلم‌ها یا مجموعه‌های تلویزیونی که وی در آن‌ها نقش داشته است می‌توان به بمب گیلاس، ۲۱ پل، قانون مورفی،دکستر، فانلند، تودورها، لوتر، امپراتوری بوردواک، داستان عامه‌پسند، سیتادل، روز شغال، آرزوهای بزرگ، بازی تاج‌وتخت (لرد اسنو، گرگ و شیر و چلاق‌ها، حرامزاده‌ها و چیزهای خراب) اشاره نمود.